# Heinz-Josef Braun

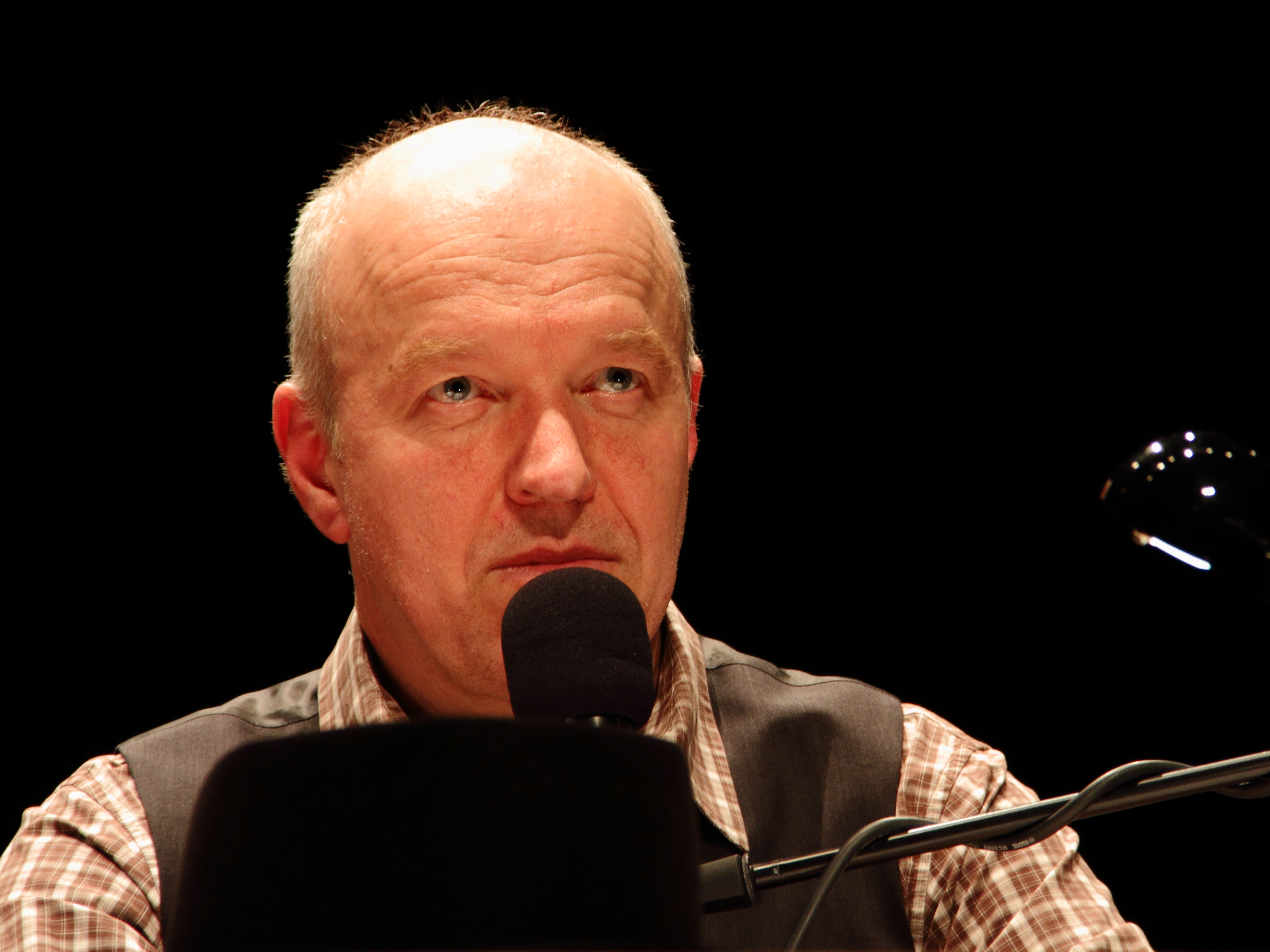
Heinz-Josef Braun 2014

Heinz-Josef „Dscharli“ Braun (* 31. Dezember 1957 in München) ist ein deutscher Musiker, Schauspieler und Kabarettist.

## Leben
Heinz-Josef Braun studierte von 1979 bis 1984 Malerei an der Akademie der Bildenden Künste München und war bei verschiedenen Münchner Bands als Gitarrist und Bassist tätig. Von 1983 bis 1999 war er Bassist der Gruppe Haindling.
Seit 1985 arbeitet Braun auch als Film-, Fernseh- und Theaterschauspieler. Im Jahr 1996 brachte er sein erstes Kabarettprogramm Heinz bleibt Heinz auf die Bühne, gefolgt im Jahr 2000 vom Soloprogramm 3000Heinz und Heinz & die Frauen (2004).
Er ist mit der Schauspielerin Johanna Bittenbinder verheiratet, mit der er in mehreren Spielfilmen zu sehen ist.

## Filmografie (Auswahl)
- 1986: Xaver und sein außerirdischer Freund
- 1989: Löwengrube
- 1990: Werner – Beinhart!
- 1991: Wildfeuer
- 1996: Alle haben geschwiegen
- 1997: Easy Day
- 1998: Der Komödienstadel – Der verkaufte Großvater
- 1997: Mali
- 1998: Krambambuli
- 1998: Helden in Tirol
- 1998: Silberdisteln
- 1999: Zum Sterben schön
- 1999: Polizeiruf 110: Kopfgeldjäger
- 2000: Der Bulle von Tölz: Rote Rosen
- 2001: Polizeiruf 110: Fluch der guten Tat
- 2002: 1809 Andreas Hofer
- 2002: Unter Verdacht: Verdecktes Spiel
- 2002: Tatort: Tatort: 1000 Tode
- 2004: SOKO Kitzbühel: Todeslauf
- 2005: Tatort: Nur ein Spiel
- 2005: Der Komödienstadel – Der Habererbräu
- 2005: Die Rosenheim-Cops – Die letzte Weißwurst
- 2006: Wer früher stirbt ist länger tot
- 2007: Der Bulle von Tölz: Schonzeit
- 2007: Der Komödienstadel – Dottore d’Amore
- 2008: Beste Gegend
- 2008: Der Alte – Folge 328: Ein Mörder in unserem Dorf
- 2008: Der Bulle von Tölz: Bulle und Bär
- 2008: Der Komödienstadel – Adam und Eva im Paradies
- 2008: Die Rosenheim-Cops – Tonis letzter Ton
- 2008: Die Welt ist groß und Rettung lauert überall
- 2009: So glücklich war ich noch nie
- 2009: Polizeiruf 110 – Klick gemacht
- 2010: Der Komödienstadel – Die Doktorfalle
- 2010: In aller Stille
- 2010: Sau Nummer vier. Ein Niederbayernkrimi
- 2010: Die Bergretter – Der verlorene Sohn
- 2011: Sommer in Orange
- 2010: Tatort: Die Heilige
- 2011: Tödlicher Rausch
- 2011: Der Komödienstadel – A Flascherl vom Glück
- 2011: Die Tote im Moorwald
- 2011: Blaubeerblau
- 2011: Die göttliche Sophie – Das Findelkind
- 2012: Die Verführerin Adele Spitzeder
- 2012: Die Rosenheim-Cops – Echo des Todes
- 2012: Was weg is, is weg
- 2012: Das Leben ist ein Bauernhof
- 2012: Der Komödienstadel – Hummel im Himmel
- 2013: Die Bergretter – Filmriss
- 2013: Paradies 505. Ein Niederbayernkrimi
- 2014: Trennung auf Italienisch
- 2014: Beste Chance
- 2014: Schluss! Aus! Amen!
- 2015: Hubert und Staller – Fleischeslust
- 2015: Die Rosenheim-Cops – Tödliche Märchenstunde
- 2015: Der Komödienstadel – Agent Alois
- 2016: Die letzte Sau – Das 3. Auge
- 2016: Hattinger und der Nebel
- 2017: Der Alte
- 2017: Hindafing (Fernsehserie)
- 2017: Der Polizist, der Mord und das Kind
- 2018: Du bist nicht allein
- 2018: Lena Lorenz – Babyglück hoch drei
- 2018: SOKO München – Fischerstechen
- 2019: Hubert ohne Staller – Nonnenlos
- 2019: Watzmann ermittelt – Der Tote von der Bobbahn
- 2019: Unter Verdacht: Evas letzter Gang
- 2021: Polizeiruf 110: Frau Schrödingers Katze
- 2021: Geliefert
- 2022: Schon tausendmal berührt
- 2023: Wir haben einen Deal
- 2023: Hubert ohne Staller – Der große Coup
- 2024: Der Geier – Die Tote mit dem falschen Leben

## Hörspiele
- 2012: Patrick Findeis: Kein schöner Land, Regie: Kai Grehn, SWR
- 2013: E. M. Cioran: Vom Nachteil, geboren zu sein, Regie: Kai Grehn, SWR
- 2013: Patrick Findeis: Schneewalzer, Regie: Kai Grehn, SWR
- 2017: Michael Fehr: Simeliberg, Regie: Kai Grehn, BR/RB / (Der gesunde Menschenverand, ISBN 978-3-03853-142-5)